# 이경숙 (1953년)
이경숙(李景叔, 1953년 9월 22일~)은 대한민국 정치인이다. 제17대 국회의원을 지냈다.

## 학력
- 경기여자중학교 졸업
- 경기여자고등학교 졸업
- 이화여자대학교 신문방송학 학사
- 이화여자대학교 대학원 사학 석사

## 경력
- 이화여자대학교 여성학연구원
- 여성평우회 총무,사무국 국장
- 한국여성민우회 사무국장·부회장
- 한국여성민우회 공동대표
- 여성사회교육원 이사
- 언론개혁시민연대 공동대표
- 시민사회단체연대회의 상임공동대표
- 여성부 정책자문위원
- 대통령자문 정책기획위원회 국민통합분과 사회언론 위원
- 민주평화통일자문회의 직능운영위원
- 민족화해협력범국민협의회 상임의장
- 열린우리당 공동창당준비위원장
- 열린우리당 공동의장
- 열린우리당 상임고문
- 제17대 국회의원 (비례대표 5번 / 열린우리당)
- 제17대 국회 전반기 여성가족위원회 간사
- 열린우리당 서울특별시당 중앙위원
- 열린우리당 정책위원회 부의장
- 국회 문화정책포럼 회장
- 대통합민주신당 제6정책조정위원장
- 국가인권위원회 상임위원

## 역대 선거 결과
|  | 38.26% |

|  | 39.73% |

## 같이 보기
- 대한민국 제17대 국회의원 선거 열린우리당 후보 목록#비례대표